# Turó dels Picapins
El Turó dels Picapins és una muntanya de 645 metres que es troba al municipi de Pinós, a la comarca del Solsonès.